# Прекрасна гра
«Прекрасна гра» (англ. The Beautiful Game) — британська спортивна драма 2024 року режисерки Теа Шаррок за сценарієм Френка Коттрелл-Бойса. У фільмі зіграли Білл Наї та Майкл Ворд.
Фільм вийшов на платформі Netflix 29 березня 2024 року.

## Синопсис
Команда англійських бездомних футболістів, включаючи талановитого, але проблемного нападника Вінні, очолює тренер Мал, щоб змагатися в Римі на глобальному щорічному футбольному турнірі серед бездомних (англ. Homeless World Cup).

## Акторський склад
- Білл Наї — Мал
- Майкл Ворд — Вінні
- Валерія Голіно — Габріелла
- Сьюзен Вокома — Протасія
- Каллум Скотт Говеллс — Натан
- Кіт Янг — Кел
- Сіан Різ-Вільямс — Сіан
- Шеї Коул — Джейсон
- Том Вон-Лолор — Кевін
- Робін Назарі — Алдар
- Аой Окуяма — Міка
- Джессі Ромео — Еллі
- Крістіна Родло — Розіта
- Тадаші Ватанабе — Танро
- Кадзухіро Мурояма — Шусаку

## Виробництво
Попередня ітерація сценарію була створена на Fox Searchlight Pictures із Коліном Фарреллом і Бренданом Ґлісоном. У серпні 2021 року Білл Наї та Майкл Ворд були затверджені на головні ролі. Film4 допоміг створити фільм. Продюсерами проєкту є Грем Бродбент із Blueprint Pictures та Пітер Чернін з Анітою Оверленд. Бен Найт і Діармуїд Мак-К'юен виступають виконавчими продюсерами разом з Оллі Медденом і Деніелом Бацеком з Film4.
Виробництво тісно співпрацювало над фільмом із Homeless World Cup Foundation. Френк Коттрелл-Бойс познайомився з багатьма учасниками Чемпіонату світу з футболу бездомних і з їхніх історій розробив персонажів для фільму, зйомки якого спочатку планувалися на 2012 рік. Для Коттрелла-Бойса це був одинадцятирічний проєкт. Основні зйомки відбулися в Римі та Лондоні в серпні 2021 року. У фільмі були використані статисти, які брали участь у справжніх турнірах і тепер більше не є бездомними.

## Випуск
«Прекрасна гра» була випущена Netflix 29 березня 2024 року.

## Сприйняття

### Оцінка критиків
Станом на 2 квітня 2024 року, на вебсайті агрегатора оглядів Rotten Tomatoes рейтинг схвалення фільму «Прекрасна гра» становить 88 % на основі 26 відгуків; середня оцінка — 6,6/10.
Тім Робі з The Daily Telegraph нагородив фільм трьома зірками з п'яти, написавши, що «Наї демонструє впевнені результати як менеджер команди, але талант Майкла Ворда, який є унікальним у кожному поколінні, справді оживляє цей фільм». Гай Лодж для Variety описує «стрімку, неспокійну екранну енергію Ворда, яка приємно доповнює фірмове невимушене хитрунство Наї», але вважає, що в сценарії «більше сюжетів і актуальних тем, ніж він може осмислено розкрити». Фіоннуала Галліґан для Screen Daily сказала, що обговорення проблем психічного здоров'я «вирізняє його з-поміж решти поля», і що фільм «демонструє, що Майкл Ворд є провідною персоною», але вважає, що тривалість понад дві години була занадто довгою.